# Cnemidocarpa acuelata
Cnemidocarpa acuelata är en sjöpungsart som beskrevs av Kott 1985. Cnemidocarpa acuelata ingår i släktet Cnemidocarpa och familjen Styelidae. Inga underarter finns listade i Catalogue of Life.